# Найденово
Найденово е село в Южна България. То се намира в община Братя Даскалови, област Стара Загора.

## География
Селото е разположено на около 11 км северно от общинския център село Братя Даскалови, 43 км западно от град Стара Загора, около 27 км северно от град Чирпан, 211 км югоизточно от столицата София. На 60 км се намира от град Казанлък, където живеят повечето млади и стари хора преселили се през 60 - 70 години да работят в завод „Арсенал“.
Найденово се намира на надморска височина от 345 метра, по поречието на река Омуровска, която се влива в Марица.
Климатът се характеризира с големи горещини, а зимата е сурова.
Селото е електрифицирано и водоснабдено. Улиците са асфалтирани. Постоянното население е около 143 жители. Има смесен магазин. Функционират основно училище и детска градина. Най-близката здравна служба е в село Братя Даскалови, а болница има в град Чирпан.
Природа и забележителности:
В землището на селото е разположен едноименният язовир Найденово, който служи за напояване и е развъдник на риба. Около Найденово има подходящи местности за лов.

## История
До 1906 г. се е казвало Ени махле, а от 1906 г. до 1948 г. Нова Махала. Население през 1880 г. 117 къщи с 675 българи и 150 турци, 1884 г. 746 българи, 11 турци и 3 евреи. Първото българско поселение в землището на селото е било разположено на 1,5 км южно от сегашното местоположение на селото в местността Света София, до Кайряка, на юг от която в м. Сакарлийската шума е било турското село Орфанлии. Селото е имало 4 махали, като най-напред е била заселена Източната. Църквата „Св. Илия“ датира отпреди Освобождението. Училището е открито през 1874 – 1875 г. в църковния двор. Според съхранените спомени на най-старите хора в селото е идвал Левски. Найден Стоянов Найденов (1919 – 1942 г.) е първият партизанин в Средногорието, загинал в сражение. Той е бил секретар на РМС в гимназията в град Чирпан.
В местността на селото има много тракийски находища и местности, които не са изследвани. В селото е имало преди розоварна и във всеки двор е имало почти розови масиви с маслодайната роза–Дамасцена.

## Обществени институции
- Основно училище „Васил Левски“ – не функционира

## Културни и природни забележителности
- Язовир „Найденово“ и редица малки язовири
- Река Омуровска, която минава през селцето и се влива в река Марица

## Известни личности и жители от селото
- Найден Стоянов Найденов – първият партизанин в Средна гора.
- Иван Минчев Колев – Устабашиев. Участник във втората световна война. Неговите братя Димо и Стефан участват в първата световна война, като загиват. Единият е бил много едър и як и затова е бил картечар.